# Каменногурский повет
Каменногурский повет (пол. Powiat kamiennogórski) — повет (район) в Польше, входит как административная единица в Нижнесилезское воеводство. Центр повета — город Каменна-Гура. Занимает площадь 396,13 км². Население — 44 402 человека (на 31 декабря 2015 года).

## Административное деление
- города: Каменна-Гура, Любавка
- городские гмины: Каменна-Гура
- городско-сельские гмины: Гмина Любавка
- сельские гмины: Гмина Каменна-Гура, Гмина Марцишув

## Демография
Население повета дано на 31 декабря 2015 года.
| Перепись            | Всего  | Мужчины | Женщины |
| ------------------- | ------ | ------- | ------- |
| Всего               | 44 402 | 21 697  | 22 705  |
| Городское население | 25 855 | 12 382  | 13 473  |
| Сельское население  | 18 547 | 9315    | 9232    |